# Lennart Andrén
John Lennart Andrén, född 16 oktober 1890 i Gustavi församling, Göteborg, död 29 juli 1959 i Göteborgs Vasa församling, Göteborg, var en svensk ingenjör och affärsman.

## Biografi
Andrén blev filosofie doktor 1918 på avhandlingen Zählung und Messung der komplexen Moleküle einiger Dämpfe nach einer neuen Kondensationstheorie. 1921 avlade han avgångsexamen vid Tekniska högskolan som bergsingenjör och blev efter praktik i USA chefsmetallurg hos American Chain Company i Bridgeport, Connecticut 1925–1932. Andrén var därefter chef för den av fadern grundade järnfirman L. Andrén & co. i Ystad. Andrén gjorde flera patenterade uppfinningar inom svetsteknik och stålfabrikation.